# Jan Boxill
Jan Boxill   (Worcester, 1939) Jeanette Marie Boxill (amb cognom de soltera Bozanic) és una professora estatunidenca de filosofia i d'ètica en la Universitat de Carolina del Nord, a Chapel Hill. També ha estat degana de la Facultat i Directora del Centre d'Ètica Parr.
Els seus treballs tracten sobre qüestions ètiques de la conducta social, la filosofia social i política, la teoria feminista, i l'ètica en l'esport.
És editora de Sports Ethics: An Anthology and Issues in Race and Gender. Ha estat presidenta de l'Associació Internacional de Filosofia en l'Esport; formà part de la Junta directiva del Comité de Col·loquis Escolars DEL NCAA; va presidir al 2011 el Col·loqui Escolar NCAA; i el Programa d'Extensió Educativa per a l'Agència Antidopatge dels Estats Units. Durant vint-i-cinc anys, Boxill ha estat locutora de la direcció pública de bàsquet femení i hoquei sobre gespa de la Universitat de Carolina del Nord; ara és analista radial per al bàsquet femení de la UNC. És membre d'associacions professionals (filosofia, esports i Associació Americana de Dones Universitàries) i ha guanyat premis per les seues contribucions docents i professionals.
El 2015, renuncià a la UNC, arran d'un escàndol academicoatlètic de la Universitat de Carolina del Nord.

## Biografia
Jan Boxill (amb nom de soltera Jeanette Marie Bozanic) nasqué el 1939 a Worcester (Nova York). El seu pare era immigrant de Iugoslàvia, i la seua mare de Txecoslovàquia.
Després de graduar-se en l'Escola Central de Worcester al 1956, Bozanic entrà en la força Aèria dels Estats Units, i tocava el saxòfon en la banda de Dones de la Força Aèria. Després entrà en la Universitat de Califòrnia, Los Angeles, mitjançant la "llei de readaptació de servei" i jugava a bàsquet mentre concloïa la llicenciatura de lletres i ciència política. Després, va obtenir un mestratge en filosofia en 1975, seguit d'un doctorat en filosofia al 1981.

## Carrera docent
- Instructora, Universitat Estatal de Califòrnia, Los Angeles, 1973–1979
- Professora ajudant, Universitat de Tampa, 1981–1985
- Professora visitant assistent, Universitat de Carolina del Nord a Chapel Hill, 1985–1987
- Professora ajudant, Elon College, Elon (Carolina del Nord), 1987–1988
- Professora de filosofia, Universitat de Carolina del Nord a Chapel Hill, 1988–2004
- Lectora Sènior de Filosofia, Universitat de Carolina del Nord a Chapel Hill, 2004–2014 en la UNC,

## Escàndol acadèmic d'atletisme de la UNC
Del 1991 al 2011, fou assessora acadèmica de l'equip de bàsquet femení de la UNC a Chapel Hill.
Boxill hagué de renunciar al càrrec en la UNC, al febrer de 2015, després que se sabés que havia dut els atletes a "cursos d'estafa" per a qualificar-se en els equips esportius de l'escola.
El 22 d'octubre del 2014, Boxill fou cessada en la Universitat, i ella apel·là aquesta decisió institucional. Després, però, anuncià la seua renúncia el 28 de febrer del 2015. La recerca sistemàtica de l'"incident" de 20 anys es publicà en el Reporti Wainstein i en l'Associació Nacional Esportiva Universitària.

## Algunes publicacions

### Llibres
- Boxill, J. (ed.) Sports Ethics: An Anthology. Desembre de 2002, Wiley-Blackwell. ISBN 978-0-631-21696-4 , 376 p.
- Boxill, J. Issues in Race and Gender, antologia, Kendall-Hunt Publishers, 2000.

### Articles
- Boxill, J. "Ethics and Making Ethical Decisions," cap. en Introduction to Sports Management, editor Richard Southall, Kendall-Hunt Publishers, primavera de 2010.
- Boxill, J. "Football and Feminism," J. of the Philosophy of Sport, primavera de 2006.
- Boxill, J. "The Moral Significance of Sport," Introduction, Sports Ethics. 2003, p. 1–14
- Boxill, J. "The Ethics of Competition," Sports Ethics, p. 107–114.
- Boxill, J. "Title IX and Gender Equity," reimprès en Sports Ethics, p. 254–261. I reimprés en Issues in Gender and Race.
- Boxill, J. "Affirmative Action Revisited," coautora amb Bernard Boxill, en A Companion to Applied Ethics, R. G. Frey i Christopher Heath Wellman, Blackwell Publishers, tardor de 2002, p. 118–127. Reimprés en 2005 i 2008. ISBN , ISBN 978-1405133456 [13]
- Boxill, J. "Affirmative Action as Reverse Discrimination", Issues in Race and Gender, 2000, p. 127–131.
- Boxill, J. "Title IX and Gender Equity," Issues in Race and Gender, 2000, p. 166–173.
- Boxill, J. "Sport as a Fòrum for Public Ethics," Sports and Society, Telecourse integrating Sports and the Humanities, gener de 1999.
- Boxill, J. "The Dunk and Women's Basketball," Women's Basketball Coaches J. març de 1995.
- Boxill, J. "Gender Equity and Title IX," J. of the Philosophy of Sport, v. XX-XXI, 1995.
- Boxill, J. "Beauty, Gender and Sport," J. of Philosophy of Sport, 1985. Reimprès en Philosophic Inquiry in Sport, va editar William J. Habiten i Klaus V. Meier, Human Kinetics Publishers, 1987. ISBN 0873227166; ISBN 978-0873227162.